# Vladimir Gardin
Vladimir Rostislavovitj Gardin (russisk: Владимир Ростиславович Гардин) (født 6. januar 1877 i Tver i Det Russiske Kejserrige, død 28. maj 1965 i Leningrad i Sovjetunionen) var en banebrydende sovjetisk filminstruktør, skuespiller og manuskriptforfatter.
Han opnåede først berømmelse som sceneskuespiller i filmatiseringer af russiske klassikere af Vera Komissarsjevskaja og andre instruktører. I 1913 vendte han sig mod film og begyndte at producere filmudgaver af de store russisk romaner. 
Efter den russiske revolution i 1917 organiserede og ledede han den første filmskole i verden, nu kendt som VGIK. Med fremkomsten af tonefilm stoppede han med at instruere og vendte tilbage til skuespillet. Hans roller gav ham en stor kritikerros og titlen Folkets kunstner i USSR (1947).
Gardin udgav to bind med erindringer i 1949 og 1952. En anden bog, Kunstnerens liv og arbejde, fulgte i 1960.

## Filmografi som instruktør
- Anna Karenina (Анна Каренина, 1914)
- Dvorjanskoje gnezdo (Дворянское гнездо, 1914)
- Ædel Rede (film fra 1914)
- Zjeleznaja pjata (Железная пята, 1919)
- Serp i molot (Серп и молот, 1921)
- Slesar i Kantsler (Слесарь и Канцлер, 1923)
- Prizrak brodit po Evrope (Призрак бродит по Европе, 1923)
- Bjørnebryllup (Медвежья свадьба, 1925)[6]
- Krest i Mauzer (Крест и Маузер, 1925)
- Poeten og Zaren (Поэт и Царь, 1927)[7][8]
- Kaktus Kalinovskij (Кастусь Калиновский, 1928)[9][10]

## Film som skuespiller (i udvalg)
- En Dreng med stort Orkester (1936)
- Dubrovskij (1936)
- Pugatjov (1937)
- Stepan Razin (1939)
- Hemmelig mission (1950)